# Zwartkeelklauwiertangare
De zwartkeelklauwiertangare (Lanio aurantius) is een zangvogel uit de familie Thraupidae (tangaren).

## Verspreiding en leefgebied
Deze soort komt voor in de laaglanden van zuidoostelijk Mexico tot noordwestelijk Honduras.